# شيكر الشباني
شيكر الشباني (مواليد 5 يناير 1950) هو عداء مسافات متوسطة سعودي، مثّل بلاده في سباق 1500 متر خلال الألعاب الأولمبية الصيفية 1976 التي أُقيمت في مونتريال بكندا.

## المشاركة الأولمبية

### مونتريال 1976
ألعاب القوى – 1500 متر رجال
| الرُّتبة | المجموعة 3                     | الزمن   |
| ------ | ------------------------------ | ------- |
| 1.     | جون ووكر (نيوزيلندا)           | 3:36.87 |
| 2.     | فرانك كليمنت (بريطانيا العظمى) | 3:37.53 |
| 3.     | غراهام كراوتش (أستراليا)       | 3:37.97 |
| 4.     | بول كريج (كندا)                | 3:38.00 |
| 5.     | فرنسيس غونزاليس (فرنسا)        | 3:38.59 |
| 6.     | برونويس مالينوفسكي (بولندا)    | 3:41.67 |
| 7.     | أغوست أسغيرسون (آيسلندا)       | 3:45.47 |
| 8.     | شيكر الشباني (السعودية)        | 4:08.70 |
| -      | أندرس جيرديرود (السويد)        | DNS     |

مصدر:

## وصلات خارجية
- شيكر الشباني على موقع أوليمبيديا (الإنجليزية)